# Число Альвена
Число Альвена ({\displaystyle \mathrm {Al} }) — критерий подобия в магнитной гидродинамике, равный отношению магнитной энергии к кинетической. Оно определяется одним из следующих способов:
{\displaystyle \mathrm {Al} =\left({\frac {v_{A}}{v}}\right)^{2}={\frac {B^{2}}{\mu \mu _{0}\rho v^{2}}}}
или
{\displaystyle \mathrm {Al} ={\frac {v_{A}}{v}}={\frac {B}{v{\sqrt {\mu \mu _{0}\rho }}}},}
где
- {\displaystyle \mu } — магнитная проницаемость;
- {\displaystyle \mu _{0}} — магнитная постоянная;
- {\displaystyle B} — индукция магнитного поля;
- {\displaystyle v_{A}={\frac {B}{\sqrt {\mu \mu _{0}\rho }}}} — скорость альвеновских волн.

## Варианты названия и определения
Первое определение обычно используется в отечественной литературе, второе — в зарубежной. Первое же определение в иностранной литературе называют вторым числом Каулинга. Также числом Альвена часто называют и величину, обратную второму определению, известную также как число Кармана или магнитное число Маха.
Названо в честь шведского физика Ханнеса Альвена.